# Didemnum fucatum
Didemnum fucatum är en sjöpungsart som beskrevs av Sluiter 1909. Didemnum fucatum ingår i släktet Didemnum och familjen Didemnidae. Inga underarter finns listade i Catalogue of Life.